# 小球雪螺
小球雪螺（学名：Niveria pilula pilula）为猎女神螺科雪螺属的动物，Kiener于1843年命名。

## 分佈
分佈於日本、菲律宾、美拉尼西亚、巴布亚新几内亚、澳大利亚、夏威夷、台湾，包括南海等海域，属于暖水种。
其一般生活于潮下带。
该物种的模式产地在未记载、Cate选定为夏威夷瓦胡岛的普纳卢。